# Eugène Bardou
Eugène Bardou, né le 7 juillet 1852 à Perpignan et mort le 21 juin 1927 dans la même ville, est un homme politique français.

## Biographie

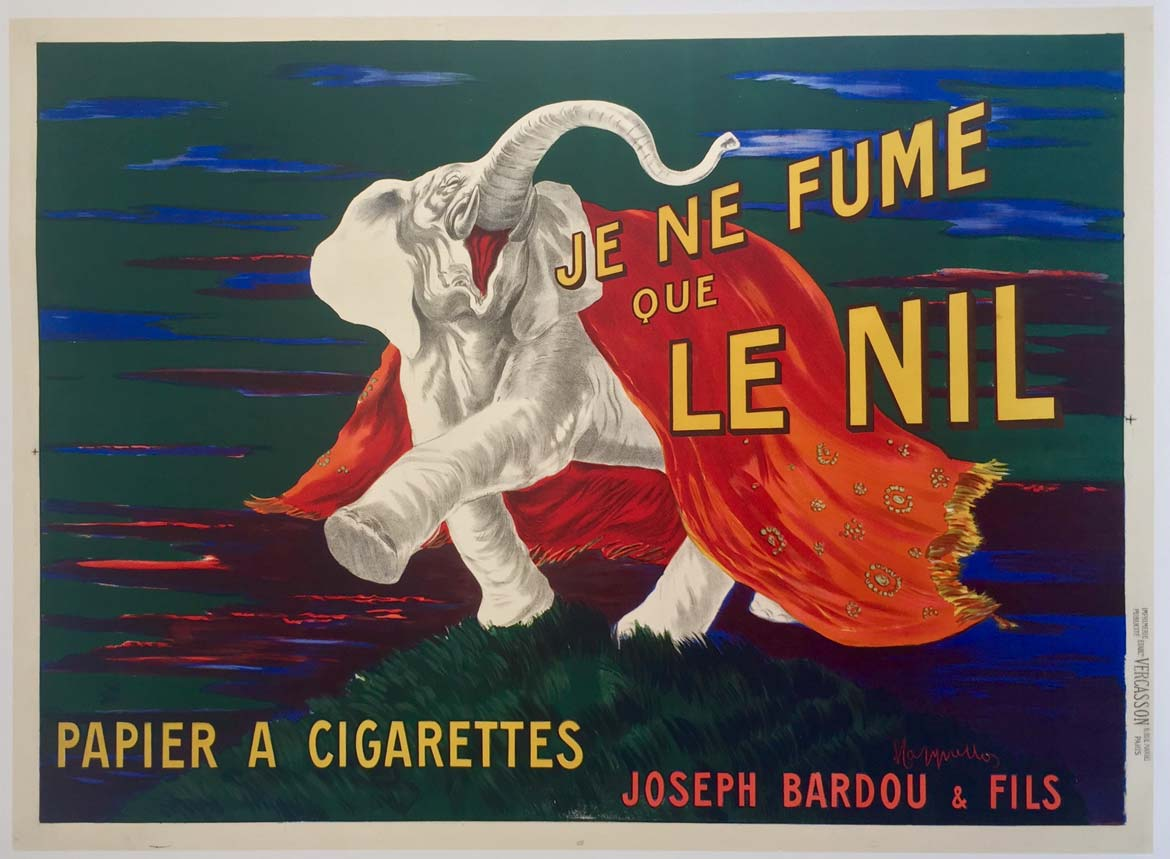
Affiche de Cappiello représentant l’éléphant

Fils de Joseph Bardou, Eugène Bardou participa à l’entreprise familiale, Le Nil. Sous Eugène Bardou, la société fit appel à de grands artistes parmi lesquels Alfons Mucha, Tamagno, Joseph Stall, Albert Guillaume, Henri Manuel, Musidora, David Dellepiane et Leonetto Cappiello qui dota l’entreprise en 1912 du célèbre éléphant.

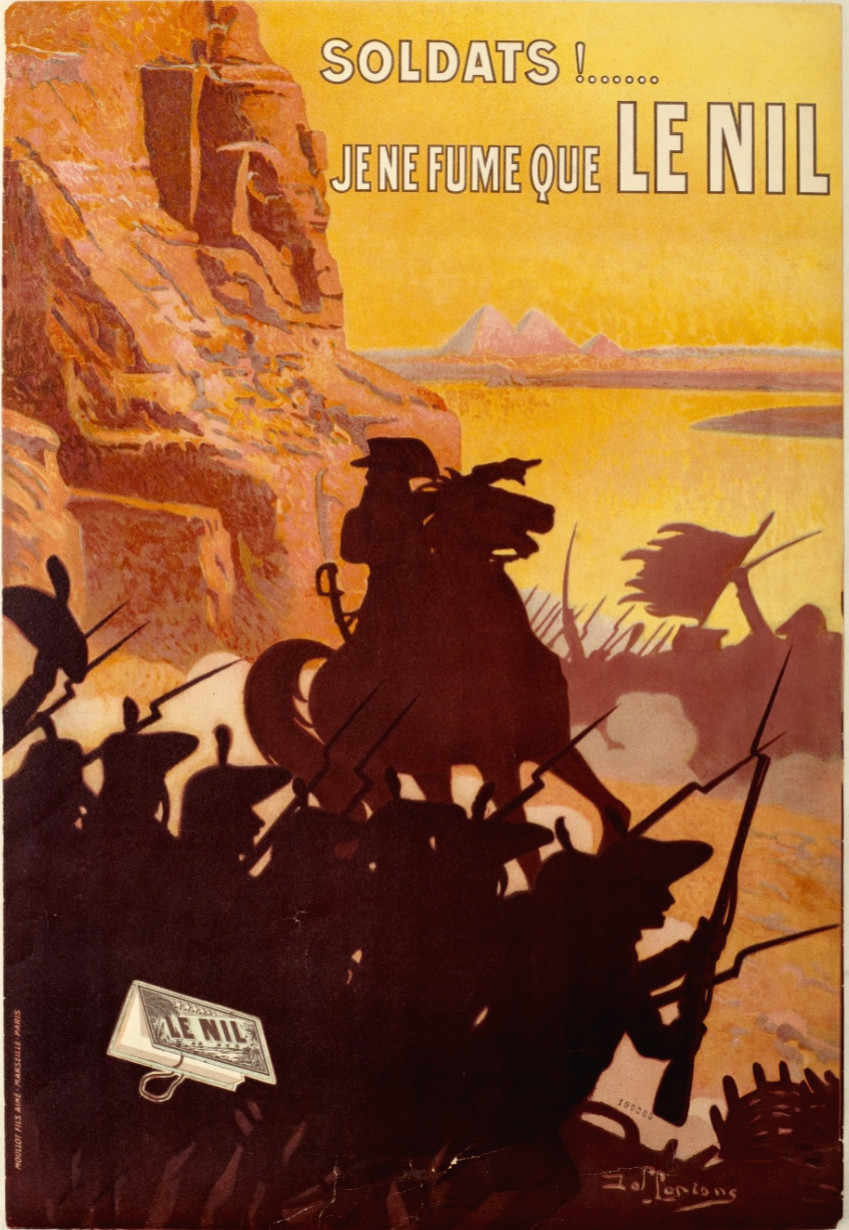
Affiche publicitaire du papier à cigarette Le Nil réalisée en 1897 par David Dellepiane

Après la mort de son père et du retrait de Eugène Martre de l’entrepris, il décide de s’associer avec le papetier charentais Adolphe Lacrois, alors fournisseur.
En 1886, lui et son frère Léon font appel à Viggo Dorph-Petersen, un architecte déjà connu de la famille car favori de Pierre Bardou-Job, afin de construire la La Demeure Bardou. Impliqué dans la vie locale, il offre des lots pour des compétitions de tir départemental.
Également impliqué dans la vie associative, il crée l’Association polytechnique des Pyrénées-Orientales en 1880, la Société de Tir Perpignanaise en 1885 et la société de gymnastique et d’escrime, La Roussillanaise. En 1890, il a été 18 fois secrétaire, vice-président et président d’expositions nationales, internationales, ou universelles.
Membre du Conseil municipal en 1888, il devient successivement premier adjoint en 1892, puis en 1894 maire de Perpignan, fonction qu’il occupa jusqu’en 1896. Durant cette période, le capital de la société familiale atteint 750 000 francs. En 1897, il écrit un ouvrage intitulé  Étude économique sur le libre-echange et protection. En 1898, il est candidat malheureux aux Élections législatives face à Jean Bourrat. En 1900, il crée l’Union Départementale des Mutuelles des PO, dont il prendra la tête,.
Entre 1901 et 1902, Eugène Bardou fait construire le Château d'en Bardou mieux connu sous le nom de la Maternité suisse d'Elne, maternité qui accueillera lors de la Seconde Guerre mondiale de nombreux enfants de femmes déportées ou exilées. Le château fut vendu en 1927 à des agriculteurs, avant d’être laissé à l’abandon jusqu’en 1939, date à laquelle Ayuda Suiza et Élisabeth Eidenbenz le rachète,,

### Vie privée
Eugène Bardou est le père de quatre enfants, dont Jules, Éva et Émile. Les deux garçons décéderont lors de la Première Guerre mondiale,. Sa fille, Eva, assista au décès de sa mère puis de son oncle.
En 1899, des coups de feu sont entendus par les ouvriers de l’usine. Devant l'hôtel particulier, les domestiques découvrent les corps de l’épouse d’Eugène Bardou et celui de Léon Bardou. Ce dernier venait alors de tirer sur sa belle-sœur Francine de retour de la messe avant de retourné son arme contre lui. L’homicide et le suicide sont  attribués à l’état mental perturbé de Léon Bardou, alors atteint de Diabete de dernier degrés,.

## Distinctions[5]
- Nichan Iftikhar (1888)
- membre de l’ordre d'Isabelle la Catholique (1889)
- Officier d'académie (1890)
- Chevalier de la Légion d'honneur (1895)